# Устинова, Наталья Андреевна
Ната́лья Андре́евна Усти́нова (род. 22 декабря 1944, Ташкент) — советская пловчиха, бронзовый призёр Олимпиады-1964. Многократная рекордсменка СССР.

## Биография
Н.А. Устинова родилась в Ташкенте. Здесь она и начала заниматься плаванием. Тренировалась у А.Е. Шполянского.
Участница двух Олимпиад. На Токийской Олимпиаде стала бронзовой призёркой в смешанной эстафете. В индивидуальном зачёте не отобралась в полуфинал.
На Олимпиаде 1968 года в Мехико не вышла в финал на 100-метровке. А в эстафете 4×100 м вольным стилем наша четвёрка не отобралась в финал.
На чемпионате Европы в составе советской команды стала чемпионкой в эстафете 4х100 м вольным стилем.
На чемпионатах СССР была чемпионом в эстафете 4×100 м вольным стилем (1963), а в индивидуальном зачёте на 100-метровке вольным стилем была чемпионкой 1964 и 1968 годов.
Шестнадцатикратная рекордсменка СССР (1962—1968 гг.) в плавании на 100 и 200 м вольным стилем и в эстафетах.

## Лучшие результаты
- 100 м (вольным стилем) — 1,02.3 (1966)
- 200 м (вольным стилем) — 2,17.9 (1968)